# 디 업사이드
《업사이드》(영어: The Upside)는 2017년 공개된 미국의 코미디 드라마 영화이다. 닐 버거가 감독을, 존 하트미어가 각본을 맡았다. 2011년 프랑스 영화 《언터처블: 1%의 우정》을 리메이크한 작품이다. 2017년 9월 8일 제42회 토론토 국제 영화제에서 전 세계 최초로 상영되었으며 2019년 1월 11일 미국에서 개봉하였다.

## 출연진
- 케빈 하트 - 델 스콧 역
- 브라이언 크랜스턴 - 필립 러카스 역
- 니콜 키드먼 - 이본 펜들턴 역
- 골시프테 파라하니 - 매기 역
- 에이자 나오미 킹 - 러트리스 역
- 테이트 도너번 - 카터 역
- 제너비브 에인절슨 - 제니 러카스 역
- 줄리애나 마귤리스 - 릴리 폴리 역

## 기타 제작진
- 총괄 제작: 하비 와인스틴 (크레디트 미기재)